# IBpedia
IBpedia was een wiki die was gericht op het beschikbaar stellen van kennis en informatie over Informatiebeveiliging. De naam IBpedia was een samenvoeging van de afkorting IB, die staat voor InformatieBeveiliging en pedia, het achtervoegsel van wiki's zoals Wikipedia. Ergens tussen 2015 en 2020 is de website offline gegaan en overgekocht door een andere eigenaar die los staat van het Platform voor InformatieBeveiliging.

## Doel
Het doel van deze website was om kennis van het vakgebied Informatiebeveiliging te vergaren, ontwikkelen en delen. De eerste versie om kennis te ontwikkelen vond plaats binnen de Nederlandstalige Wikipedia. Maar omdat er geen sprake was van encyclopedische inhoud, bleek dat dit niet het geëigend instrument was dat de initiatiefnemers zochten en schakelden dus over naar een ander platform.
De doelgroep van IBpedia bestond uit professionals die werkzaam zijn binnen het vakgebied, de informatiebeveiligers.
De website was opgezet in de vorm van een wiki, om de deelnemers de gelegenheid te geven om zelf kennis toe te voegen. Om informatie toe te kunnen voegen moest een deelnemer wel als lid van IBpedia geregistreerd zijn. Naast het vakgebied informatiebeveiliging, richtte IBpedia zich ook op het ontwikkelen van kennis op het gebied van digitale architectuur, ofwel informatie-architectuur.
IBpedia werd op een zeker moment overgenomen door de werkgroep Professionalisering van het PvIB. Een groot aantal artikelen op IBpedia was inmiddels zowel in het Nederlands als in het Engels beschikbaar.

## Licentievorm
De inhoud van IBpedia werd beschikbaar gesteld onder de Creative Commons Share Alike-licentie. Door deze licentievorm konden werken die onder deze licentie gepubliceerd werden ook beschikbaar gesteld en bewerkt worden op IBpedia. Dat betekende dat alle door onder meer het PvIB ontwikkelde documenten, handleidingen en artikelen digitaal konden worden gebruikt.